# Cine Capitol (Valencia)
El Cine Capitol situado en la calle Ribera número 16 de la ciudad de Valencia (España) fue un cine construido en el año 1930 con proyecto del arquitecto Joaquín Rieta Síster.

## Edificio
El edificio es un proyecto del arquitecto valenciano Joaquín Rieta Síster del año 1930. Su estilo arquitectónico es el art déco valenciano. Fue construido en un solar afectado por la reforma realizada en la actual plaza del Ayuntamiento.
El edificio consta de planta baja y tres alturas. Destacan en su conjunto los elementos de estilo art déco, como la galería acristalada de la primera planta y la tipografia geométrica típicamente art déco en la parte superior, identidad singular y distintiva que definiria la imagen popular del propio cine. 
Es muy característico también en el edificio la singular utilización del ladrillo visto que muestra influencias de la arquitectura neomudéjar española y de la corriente prerracionalista de la escuela de Ámsterdam. La fachada está coronada por dos torres en ambos laterales.
Las estancias interiores fueron diseñadas por Amadeo Roca y los hermanos Boix y poseían decoraciones geométricas de estilo art déco. En los años 70 el cine fue reformado y se destruyeron buena parte de los interiores originales. La sala de cine cerró sus puertas definitivamente en el año 1996. 
El edificio posteriormente fue rehabilitado para su uso para comercios y oficinas, manteniendo íntegramente la fachada original y una escultura de grandes dimensiones ubicada en el interior de la primera planta.